# Parasphendale vincta
Parasphendale vincta är en bönsyrseart som beskrevs av Gerstaecker 1869. Parasphendale vincta ingår i släktet Parasphendale och familjen Mantidae. Inga underarter finns listade i Catalogue of Life.